# Frédéric-Louis de Deux-Ponts
Frédéric-Louis de Deux-Ponts (allemand : Friedrich Ludwig von Pfalz-Zweibrücken-Landsberg) (27 octobre 1619 - 11 avril 1681) est comte palatin de Palatinat-Deux-Ponts de 1661 à 1681.

## Biographie
Frédéric Louis né à Heidelberg en 1619 est le seul fils survivant de Frédéric Casimir de Deux-Ponts-Landsberg et d'Émilie Antwerpiana d'Orange-Nassau. Après la mort de son père en 1645, Frédéric Louis hérite de ses domaines ravagés lors de la guerre de Trente Ans. Afin de soutenir l'effort de reconstruction de ses états il limite les taxes et développe le commerce. En 1661 il hérite également du Palatinat-Deux-Ponts, un autre territoire totalement dévasté lors de la guerre de Trente Ans à la suite du décès sans descendance masculine de son cousin  Frédéric de Deux-Ponts. Il meurt au château de Landsberg, près d'Obermoschel, en 1681. Les fils né de sa première union sont prédécès et ceux nés de son mariage morganatique ne peuvent prétendre à sa succession qui revient à son parent le roi  Charles XI de Suède petit-fils de Jean-Casimir de Deux-Ponts-Cleebourg.

## Unions et postérité
Frédéric épouse en 1645 Julienne Madeleine de Palatinat-Deux-Ponts (1621–1672), fille de Jean II de Deux-Ponts qui lui donne treize enfants:
1. Charles-Frédéric (1646–1646)
2. Guillaume-Louis (1648–1675) épouse le 14 novembre 1672 Charlotte-Frédérique de Palatinat-Deux-Ponts (1653–1712), fille de Frédéric de Palatinat-Deux-Ponts-Veldenz
3. fille (1648–1649)
4. fils  (1650–1650)
5. Gustave-Jean (1651–1652)
6. fille (1652–1652)
7. Charlotte-Amélie (1653–1707) épouse le juillet 1678 le comte Jean Philippe d'Isenburg-Offenbach (1665–1718)
8. Louise Madeleine (1654–1672)
9. Marie Sophie (1655–1659)
10. Élisabeth-Christine (1656–1707)
 épouse le 7 aout 1678 Emich XIV comte de Leiningen (1649–1684)
 puis le 22 décembre 1692 Frédéric XII Christophe Burgrave de Dohna-Lauck (1652–1734)
11. Charles-Casimir (1658–1673)
12. Julienne-Éléonore (1661–1662)
13. Jeanne (1662–1665)

Immédiatement après le décès de Julienne-Madeleine en 1672 Frédéric Louis contracte un  mariage morganatique avec 
Maria Elisabeth Hepp (1635–1722) qui lui donne cinq enfants qui sont anoblis sous le nom de Freiherren von Fürstenwärther und Burgsassen zu Odenbach:
1. Guillaume Frédéric (1673–1732)
2. Charles Aemilius (1674–1758) dont le Feldmarschall autrichien Friedrich Karl von Fürstenwärther (1769–1856) et son frère jumeau l'officier bavarois Léopold von Fürstenwärther (1769–1839)
3. Louis Philippe (1676–1724)
4. fils (1677–1677)
5. Marie Elisabeth (1679–1680/1681)